# Alexander Meier
Alexander Meier (ur. 17 stycznia 1983 w Buchholz in der Nordheide) – niemiecki piłkarz, który występował na pozycji pomocnika. Król strzelców Bundesligi w sezonie 2014/2015 z 19 golami w 26 meczach. Były młodzieżowy reprezentant Niemiec.

## Kariera klubowa
Meier treningi rozpoczął w wieku 5 lat w klubie JSG Rosengarten. Później trenował w TuS Nenndorf, TSV Buchholz, Hamburgerze SV, MSV Hamburg oraz od 1999 roku ponownie w Hamburgerze SV. W 2002 roku został wypożyczony do klubu FC St. Pauli, grającego w Bundeslidze. W Bundeslidze zadebiutował 19 kwietnia 2002 w przegranym 0:4 meczu z Hamburgerem SV. W sezonie 2001/2002 w lidze zagrał dwa razy, a jego klub zajął 18. miejsce w tabeli i spadł do 2. Bundesligi. 11 września 2002 w wygranym 7:1 ligowym pojedynku z Eintrachtem Brunszwik strzelił dwa gole, które były jego pierwszymi w ligowej karierze. W 2003 roku powrócił do Hamburgera SV (Bundesliga). W jego barwach zadebiutował 2 sierpnia 2003 w przegranym 0:3 spotkaniu z Hannoverem 96. W sezonie 2003/2004 rozegrał 4 ligowe spotkania.
Latem 2004 roku został wypożyczony do drugoligowego Eintrachtu Frankfurt. W jego barwach zadebiutował 9 sierpnia 2004 w zremisowanym 1:1 ligowym spotkaniu z Alemannią Akwizgran. W tamtym meczu zdobył także bramkę. Od czasu debiutu był podstawowym graczem Eintrachtu. W sezonie 2004/2005 zajął z klubem 3. miejsce w lidze i awansował z nim do Bundesligi. Po zakończeniu tamtego sezonu Eintracht pozyskał Meiera na zasadzie transferu definitywnego. 22 października 2005 w wygranym 6:3 meczu z 1. FC Köln zdobył pierwszą bramkę podczas gry w Bundeslidze. W tamtym meczu zanotował także trzy asysty. W 2006 roku Meier zagrał z Eintrachtem w finale Puchar Niemiec, ale jego klub przegrał tam 0:1 z Bayernem Monachium. W sezonie 2007/2008 zajął z klubem 9. pozycję w lidze, która była najwyższą w trakcie gry z Eintrachtem w Bundeslidze. W sezonie 2014/2015 został Królem Strzelców Bundesligi z 19 golami na koncie.

## Kariera reprezentacyjna
Meier rozegrał dwa spotkania w reprezentacji Niemiec U-21.